# Vellón (aleación)

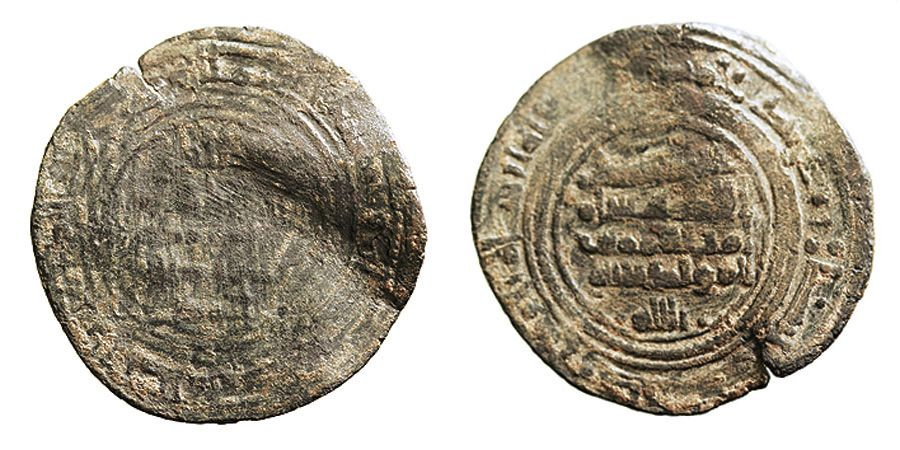
Dirham de vellón acuñado por Abbad II al-Mu'tadid (1047-1048)

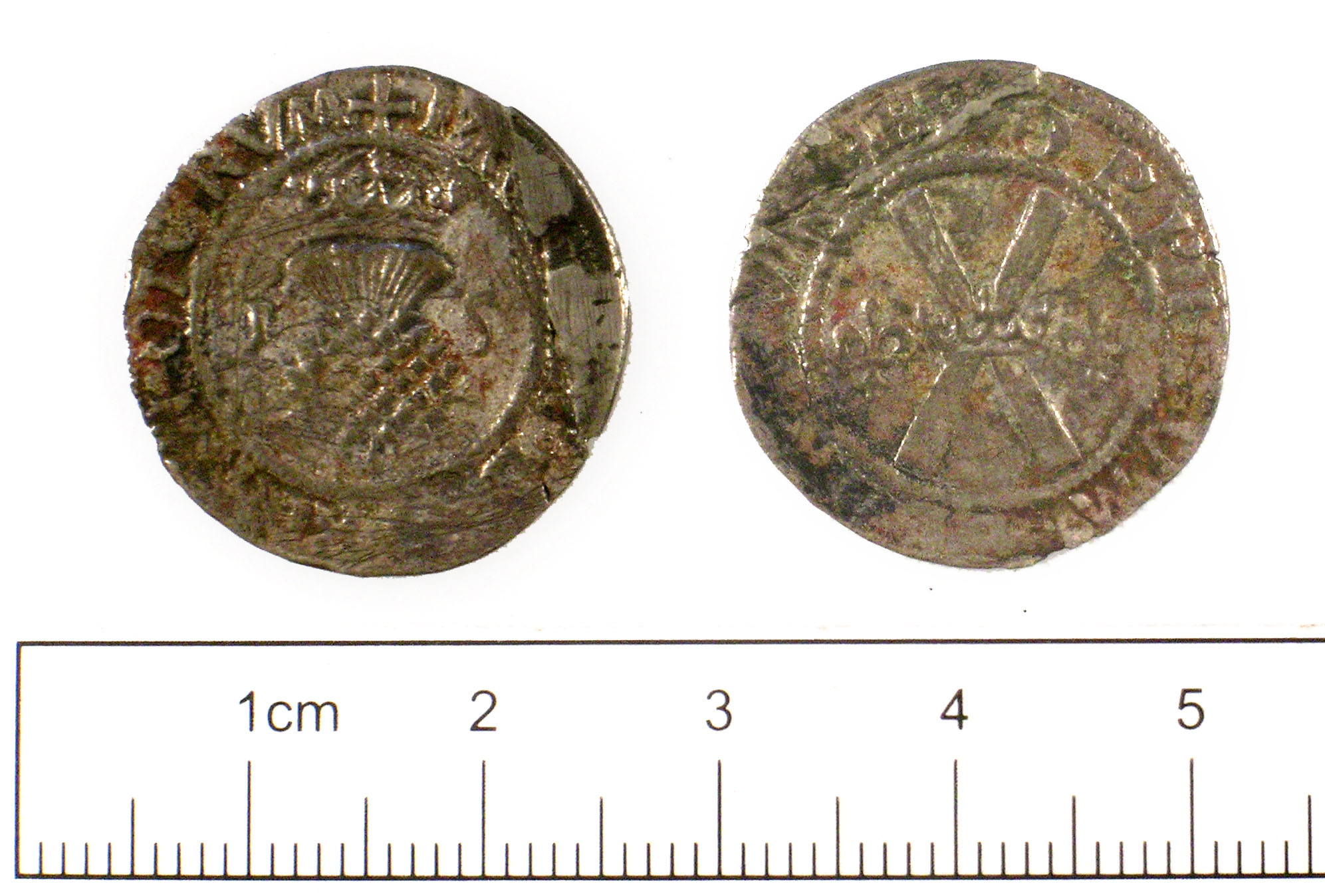
Moneda de vellón de Jacobo V de Escocia

El vellón es una aleación de un metal noble (generalmente plata, más raramente oro) con otro metal no precioso (generalmente cobre o zinc). Si el metal que predomina es el de más valor, hablamos de vellón rico; caso de predominar el metal no precioso, hablamos de vellón pobre. Se ha utilizado principalmente para hacer monedas y medallas en épocas de devaluación monetaria y con escasez de metales nobles.

## Etimología
El término procede probablemente del francés billon, (moneda de menor valor), derivado de bille ("lingote"). No guarda ninguna relación con el vellón que designa la piel ovina.

## Historia
El uso más extenso del vellón se dio en la antigua Grecia y en la Edad Media. Por ejemplo, durante los siglos VI y V a. C. algunas ciudades de la isla de Lesbos utilizaban monedas hechas de un 60 % de cobre y un 40 % de plata. En el medievo el contenido de plata va bajando, llegando hasta un 25 % o un 20 %.
En periodos de inflación, como el siglo III en Roma o durante las revueltas de 1620 en el imperio de los Habsburgo, las monedas de plata, a causa de la reducción constante y gradual del contenido de plata, acaban siendo monedas de vellón (blanca, ochavo, cuarto, real de vellón).

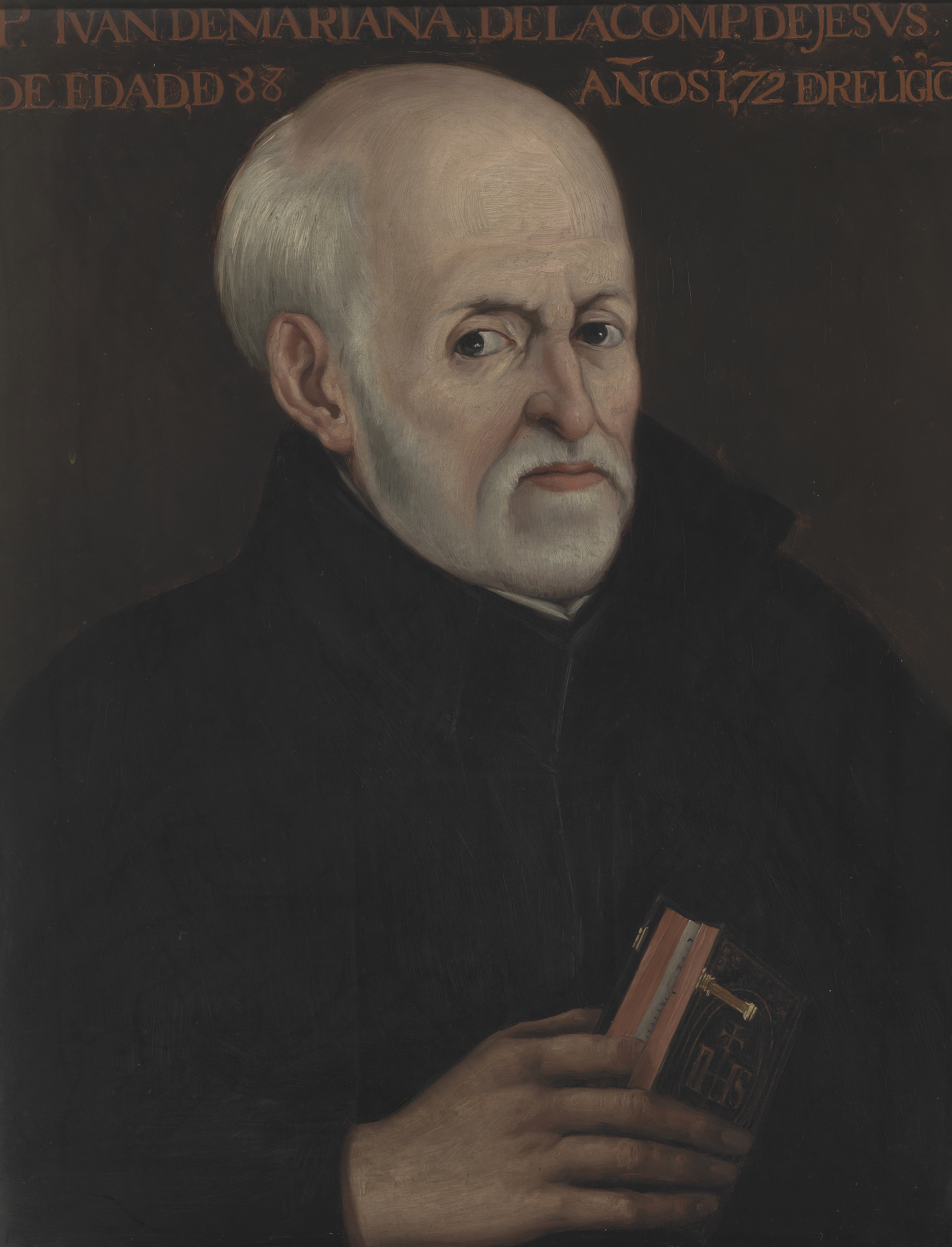
Retrato del jesuita español Juan de Mariana, autor de De monetae mutatione (1609), obra en la que denuncia la reducción del contenido de plata en las monedas de vellón durante el reinado de Felipe III de España provocando la reducción de su valor (Lo que hoy conocemos como inflación).

Generalmente en numismática se utiliza el término vellón para referirse directamente al trozo de metal empleado para la acuñación de la moneda, independientemente de su composición.